# Siergiej Mosin

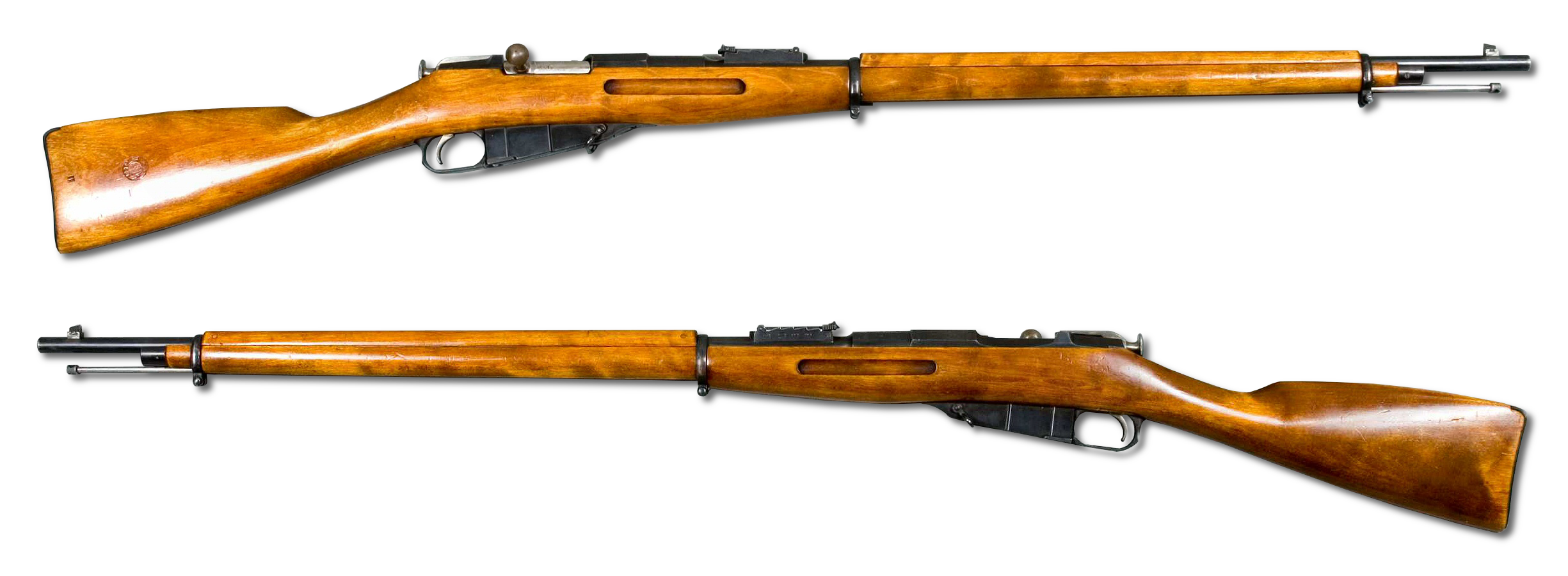
Karabin Mosin

Siergiej Iwanowicz Mosin (ros. Сергей Иванович Мосин; ur. 21 marca?/2 kwietnia 1849 we wsi Ramon w obwodzie woroneskim, zm. 13 stycznia?/26 stycznia 1902 w Siestrioriecku) – rosyjski wojskowy, generał major, konstruktor broni strzeleckiej.

## Życiorys
Siergiej Mosin od najmłodszych lat związany był z armią. W 1861 został uczniem szkoły wojskowej. W 1867 rozpoczął studia na Aleksandrowskiej Wyższej Szkole Wojskowej w Moskwie. W 1870 przeniósł się do Michajłowskiej Akademii Artylerii w Petersburgu. Szkołę tę ukończył w 1875.
Po ukończeniu szkoły Mosin został skierowany do rządowego arsenału w Tule. W tulskich zakładach zajmował się doskonaleniem karabinu Berdan. Od 1878 kierownik narzędziowni, a w 1882 członek zespołu konstruktorów. W latach 1883–1889 powstało kilka prototypów skonstruowanych przez Mosina karabinów powtarzalnych, ale żaden nie zdobył uznania władz.
W 1890 powstał karabin, w którym Mosin połączył opracowany przez siebie zamek z magazynkiem skonstruowanym przez belgijskiego konstruktora Émile Naganta. W ten sposób powstał karabin wz. 1891. Mosin nie dość, że naruszył zastrzeżenia patentowe Naganta, to dodatkowo próbował opatentować skopiowany magazynek (patentu nie otrzymał z powodu protestu Naganta).
W 1890 odbyły się próby porównawcze karabinu Mosina i karabinu Naganta. 13 kwietnia 1891 przekazał carowi raport z propozycją przyjęcia karabinu Mosina na uzbrojenie jako „rosyjski trzyliniowy karabin wzór 1891”. W następnych dniach zatwierdzono wprowadzenie karabinu do produkcji pod nazwą „trzyliniowy karabin wzór 1891” (Aleksander III skrócił proponowaną nazwę). W nazwie karabinu pominięto nazwisko Mosina (prawdopodobnie z powodu skandalu jaki wybuchł po próbie opatentowania magazynka Naganta).
W latach 1894–1902 Siergiej Mosin pełnił funkcję dyrektora zakładów w Siestroriecku (produkowano w nich narzędzia dla rosyjskiego przemysłu zbrojeniowego). Za wkład w rozwój rosyjskiej broni strzeleckiej Siergiej Mosin został awansowany do stopnia pułkownika i odznaczony Orderem Świętego Włodzimierza III klasy.
Siergiej Iwanowicz Mosin zmarł 26 stycznia 1902. Pochowany w Tule.